# Tautenburg
Tautenburg là một đô thị thuộc huyện Saale-Holzland, trong bang Thüringen, Đức. Đô thị Tautenburg có diện tích 12,71 km². Dân số Tautenburg vào thời điểm ngày 31 tháng 12 năm 2006 là 319 người. Đây là nơi có Đài thiên văn Karl Schwarzschild.